# برنارد غريفيثز
برنارد غريفيثز (24 فبراير 1910 في نيوزيلندا - 29 سبتمبر 1982) (بالإنجليزية: Bernard Griffiths)‏ هو لاعب كريكت نيوزلندي. لعب مع Wellington cricket team ‏.

## وصلات خارجية
- برنارد غريفيثز على موقع إي آس بي آن كريك إنفو (الإنجليزية)